# Imlil (Tadla-Azilal)
Imlil é uma vila e comuna rural do centro-sul de Marrocos, que faz parte da província de Azilal e da região de Tadla-Azilal, com cerca de 150 km² de área. Em 2004, a comuna tinha 9 796 habitantes (densidade: 65 hab./km²).
Situa-se 4 km a norte de Demnate, 66 km a sudoeste de Azilal e 105 km a leste de Marraquexe.